# فرانسه جدید من
« فرانسه جدید من» تک‌آهنگی از هنرمند اهل کانادا سلین دیون است که در ۱ نوامبر ۲۰۰۴ منتشر شد.